# Stadion im Brötzinger Tal
Das Stadion Brötzinger Tal ist ein Fußballstadion in der baden-württembergischen Stadt Pforzheim, am Nordrand des Schwarzwaldes. Die am Ufer der Enz gelegene Anlage hat ein Fassungsvermögen von 4500 Zuschauern und ist heute die Heimspielstätte des Fußballvereins 1. CfR Pforzheim. Seit dem 1. Juli 2022 trägt es den Namen Kramski-Arena (Eigenschreibweise: KRAMSKI-ARENA). Der Namenssponsor ist die Kramski GmbH, Hersteller von Stanz- und Spritzgießteilen.

## Geschichte
Von 1913 bis 2010 war es die Heimat des 1. FC Pforzheim, der durch eine Fusion mit dem VfR Pforzheim im Jahr 2010 zum 1. CfR Pforzheim (voller Name: 1. Club für Rasenspiele Pforzheim 1896 e.V.) wurde. In den 2010er Jahren wurde die Sportstätte über sieben Jahre bis 2020 schrittweise renoviert. Im Mai 2020 war das Stadion nach dem Umbau bezugsfertig. Die Kosten der Stadionsanierung beliefen sich auf 4,6 Mio. €, die die Stadt zum größten Teil als Eigentümerin sowie der Club (Pächter) trugen. Durch eine Faninitiative konnte der 1. CfR über 150.000 Euro in Eigenleistung aufbringen. In den sieben Jahren wurden u. a. neue Tribünen, ein neues Funktionsgebäude und ein neues Kassenhäuschen errichtet. Zudem wurde der Spielfeldrasen ausgetauscht. Von den 4500 Tribünenplätzen sind 1.400 Sitzplätze. Das modernisierte Clubhaus weist einen V.I.P.-Bereich auf. Dieser wird in der Woche an Firmen und Unternehmen zur Durchführung von Lehrgängen oder sonstigen Veranstaltungen vermietet werden. Die modernisierte Sportstätte sollte am 18. Juli 2020 offiziell mit einem Spiel gegen den 1. FC Lokomotive Leipzig eröffnet werden. Aufgrund der COVID-19-Pandemie fand es nicht statt. Während der Umbauphase wich der 1. CfR in das Holzhofstadion aus.
Am 30.Juni 1996 war die Anlage Schauplatz eines Fußball-Ländervergleichs der Frauen mit der Auswahl Islands, welches mit 3:0 zu Gunsten der DFB-Auswahl ausging.(Siehe Datencenter des DFB)

## Galerie

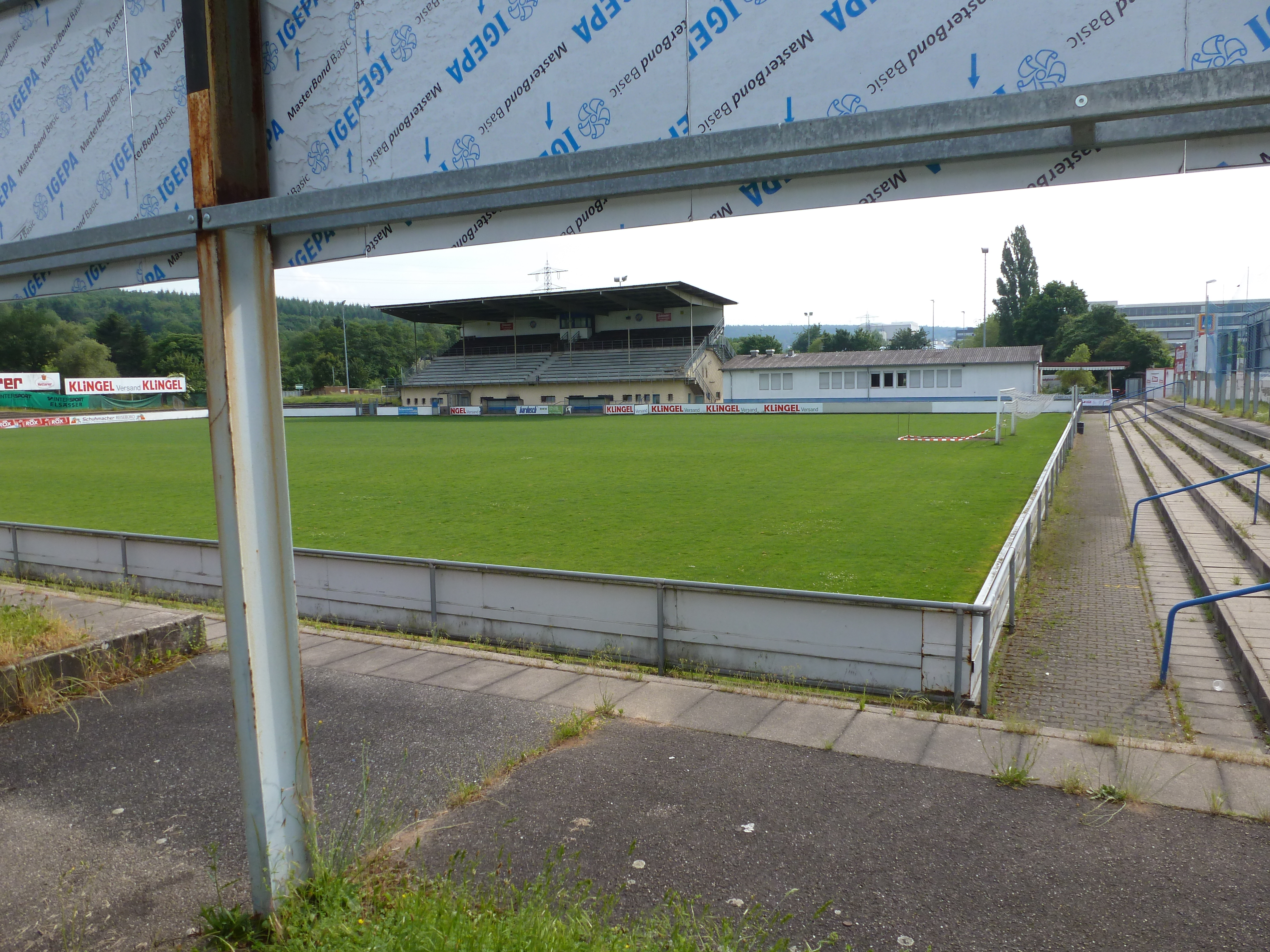
Blick in das alte Stadion (Juni 2013)
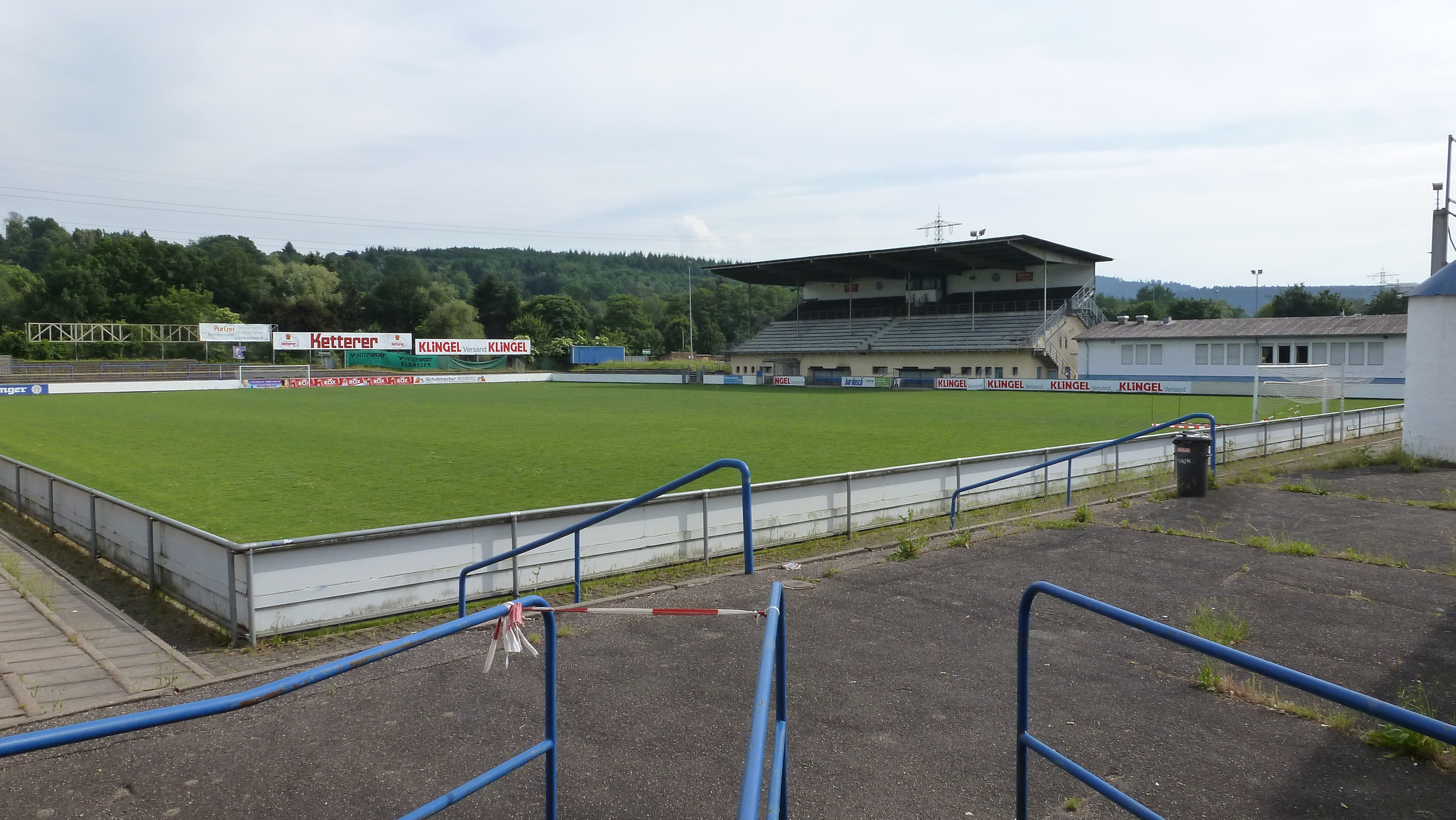
Weitere Perspektive (Juni 2013)